# Kulturprojekte Berlin
Die Kulturprojekte Berlin GmbH ist eine landeseigene Gesellschaft zur Förderung, Vernetzung und Vermittlung von Kultur und Geschichte. Sie wurde 2006 als Fusion des Museumspädagogischen Dienstes Berlin (MD Berlin) und der Berliner Kulturveranstaltungs-GmbH (BKV) gegründet. Geschäftsführer ist seitdem Moritz van Dülmen. Dem Aufsichtsrat steht der jeweils zuständige Berliner Senator für Kultur vor, derzeit Sarah Wedl-Wilson. Sitz der GmbH ist das Palais Podewils im historischen Klosterviertel im Berliner Ortsteil Mitte.

## Satzungszweck und Projekte
Als Partner des Landes Berlin konzipiert und organisiert die Gesellschaft verschiedene kulturelle Großprojekte. Der Satzungszweck Kunst und Kultur wird durch die Entwicklung, Produktion und Durchführung von kulturellen Veranstaltungen verwirklicht, insbesondere Großveranstaltungen wie Ausstellungen, Festivals, Jubiläen, Themenjahre sowie kulturelle Veranstaltungen im Rahmen des Kulturaustausches und von Städtepartnerschaften im Auftrag des Landes Berlin. Dazu zählen unter anderem die Lange Nacht der Museen, die Berlin Art Week, der Europäische Monat der Fotografie, das Themenjahre zu Jahrestagen des Mauerfalls (mit z. B. der Dominoaktion und der Lichtgrenze) und anderen wichtigen historischen Daten aus. Im Auftrag der Landes Berlin richteten die Kulturprojekte Berlin das Festival und die Fan Zones zur UEFA EURO 2024 aus, konzipierten 2022 bis 2024 berlinweite Kultursommerfestivals mit über 100 Programmpartnern und koordinierten mit der Stiftung Stadtmuseum Berlin die Berlin-Ausstellung für das Humboldt Forum. 2019 organisierte Kulturprojekte Berlin eine Festivalwoche anlässlich des 30. Jubiläums der friedlichen Revolution, die „eine neue Lust zu erzählen und sich auszutauschen“ aufzeigte und auch international auf breites Interesse stieß. Zum Gedenken an das Ende des Zweiten Weltkriegs setzte Kulturprojekte Berlin eine digitale Themenwoche rund um den 8. Mai 2020 um. Auch Projekte wie die Programme des Kulturzuges Berlin-Wrocław die Jugendkulturkarte 2023 und die Gesamtkoordination des, bis Ende 2024, eintrittsfreien Museumssonntages gehören dazu.
Darüber hinaus ist die Gesellschaft in den Bereichen Kulturelle Bildung sowie mit dem Beratungszentrum Kreativ Kultur Berlin bei der Vernetzung und Beratung von Kulturschaffenden und Kreativen tätig. Dazu zählen die Koalition der freien Szene, das Netzwerk freier Berliner Projekträume und -initiativen und andere. Die Kulturprojekte Berlin GmbH ist Trägerin von Spielstätten (Schaubude, Palais Podewils) und bietet darüber hinaus Serviceleistungen für Museen (Museumsdienst Berlin, MuseumsJournal, Museumsportal) und andere Kulturinstitutionen (z. B. das Onlineportal Berlin Bühnen). 

## Rezeption
Der Berufsverband Bildender Künstler*innen Berlin kritisierte 2008, dass sich das Land Berlin über die Gründung einer landeseigenen GmbH selbst Zuwendungen gebe. Die Steuerung und Kontrolle obliege so unmittelbar den weisungsgebundenen Mitarbeiterinnen und Mitarbeitern der Verwaltung selbst, die Verwendung der Mittel entziehe sich jeder parlamentarischen, und damit öffentlichen Kontrolle. Der Vorwurf lautete, dass der Staat in diesem Falle nicht Kultur fördere, sondern sie selbst erzeuge. Mit der Kulturprojekte GmbH löse sich zunehmend ein jahrzehntelanger Konsens über demokratische Kulturpolitik auf, der darin bestehe, dass der Staat Kunst fördere, dabei jedoch ihre Autonomie achte. Geschäftsführer van Dülmen hingegen spricht von „neuartigen, idealerweise auch lustigen Partizipationsideen“, die eine breite Öffentlichkeit begeisterten und interessierten sowie eine große Zielgruppe erreichten.
Außerdem steuerte die Kulturprojekte Berlin GmbH die Konzeption und Umsetzung der Feierlichkeiten zum 30. Jahrestag der friedlichen Revolution und des Mauerfalls vom 4. bis 10. November 2019. Die gesamte Festivalwoche umfasste mehr als 200 Veranstaltungen wie Lesungen, Diskussionen, Konzerte und Kunstaktionen. Während der Abschlussveranstaltung kam es zu einem Eklat, als während einer Livesendung im ZDF ein hebräischer Schriftzug „Genug mit der Besatzung“ zu sehen war. Er war während des Auftritts der Sängerin Anna Loos zusammen mit weiteren Sequenzen verschiedener Protestbewegungen eingeblendet worden. Der israelische Botschafter Jeremy Issacharoff kritisierte es als „Schande“, dass einige Personen es für angebracht hielten, dieses Ereignis für politische Zwecke gegen Israel zu instrumentalisieren. Geschäftsführer Moritz van Dülmen sagte zum Vorfall: „Das war eine fahrlässige Schlamperei, für die ich nur um Entschuldigung bitten kann. Wir hätten das kontrollieren müssen.“
Im November 2024 wurde aus einer parlamentarischen Anfrage erkenntlich, dass die Kulturprojekte Berlin GmbH mehrere Millionen Euro aus dem von den schwarz-roten Regierungsfraktionen im vergangenen Jahr eingerichteten 10-Millionen-Topf für Projekte gegen Antisemitismus und für interreligiösen Dialog für Beratungstätigkeiten und für die Umsetzung eines Partizipationsprojekts im Rahmen des Jubiläums 35 Jahre Mauerfall erhielt. Für die Grünen-Abgeordnete Susanna Kahlefeld belege dieser Vorgang den Zweifel am zielgerichteten Einsatz der finanziellen Mittel gegen Antisemitismus durch CDU-Kultursenator Joe Chialo. So habe die langeseigene Gesellschaft bisher wenig mit Antisemitismusprävention zu tun gehabt, könne sich allerdings „schnell etwas Teures ausdenken“, um „Geld mehr oder weniger verschwinden zu lassen“, so Kahlefeld gegenüber dem rbb.